# Australorzekotka błękitnogórska
Australorzekotka błękitnogórska (Ranoidea citropa) – gatunek płaza bezogonowego z podrodziny Pelodryadinae w rodzinie rzekotkowatych (Hylidae). 
Występowanie
Południowo-wschodnie wybrzeże Australii, od centralnej części wybrzeża stanu Nowa Południowa Walia po wschodnie wybrzeże stanu Wiktoria. Występuje w przedziale wysokości 100–800 m n.p.m.
Gatunek zamieszkuje lasy wilgotne i suche, lasy deszczowe strefy umiarkowanej oraz zadrzewienia.